# Lilienthal (Dolna Saksonia)
Lilienthal – gmina samodzielna (niem. Einheitsgemeinde) w Niemczech, w kraju związkowym Dolna Saksonia, w powiecie Osterholz.

## Współpraca
- Bielsko-Biała, Polska
- Émerainville, Francja
- Stadskanaal, Holandia

## Osoby urodzone w Lilienthal
- Johann Hieronymus Schröter – niemiecki prawnik, urzędnik i astronom